# Abyssobela atoxica
Abyssobela atoxica is een slakkensoort uit de familie van de Raphitomidae. De wetenschappelijke naam van de soort is voor het eerst geldig gepubliceerd in 1986 door Kantor & Sysoev.